# Canon EOS 1200D
Canon EOS 1200D, Kiss X70, ou Rebel T5, é uma câmera digital reflex monobjetiva (DSLR) de 18.1 megapixel da Canon lançada em 11 de fevereiro de 2014. É conhecida como o EOS Kiss X70 no Japão e  EOS Rebel T5 nas Américas. O 1200D é uma DSLR entry-level, que introduz um sensor de 18 MP, sensor da 700D também e vídeo HD 1080p. Ela substitui a 1100D.

## Recursos
1. sensor de imagem de 18,0 Megapixel CMOS (APS-C)
2. Canon DIGIC 4 Processador de Imagem
3. 9 pontos de AF
4. Sensibilidade fotográfica ISO 100 à 6 400 (expansível para H: 12 800)
5. Até 3.0 fps de Disparo Contínuo
6. Montagem da lente Canon EF
7. 3.0 em (7.6 cm) monitor LCD
8. sRGB e Adobe RGB espaços de cor
9. RAW, JPEG, formatos de arquivo
10. Gravação de vídeo Full HD
11. Compatível com receptor GPS GP-E2